# Jean Wicki
Jean Wicki (Sierre, 18 juni 1933 – 11 juni 2023) was een Zwitsers bobsleepiloot. 
Wicki nam tweemaal deel aan de Olympische Winterspelen tijdens de editie van Grenoble werd hij in de tweemansbob negende en won in de viermansbob de bronzen medaille. Vier jaar later in Sapporo won Wicki een bronzen medaille in de tweemansbob en de titel in de viermansbob. 
Wicki overleed op 89-jarige leeftijd.

## Resultaten
- Olympische Winterspelen 1968 in Grenoble 9e in de tweemansbob
- Olympische Winterspelen 1968 in Grenoble  in de viermansbob
- Olympische Winterspelen 1972 in Sapporo  in de tweemansbob
- Olympische Winterspelen 1972 in Sapporo  in de viermansbob

1924: Scherrer / Neveu / A.Schläppi / H.Schläppi ·
1928: Fiske / Tucker / Mason / Gray / Parke ·
1932: Fiske / Eagan / Gray / O'Brien ·
1936: Musy / Gartmann / Bouvier / Beerli ·
1948: Tyler / Martin / Rimkus / D'Amico ·
1952: Ostler / Kuhn / Nieberl / Kemser ·
1956: Kapus / Diener / Alt / Angst ·
1964: V.Emery / Kirby / Anakin / J.Emery ·
1968: Monti / De Paolis / Zandonella / Armano ·
1972: Wicki / Leutenegger / Camichel / Hubacher ·
1976: Nehmer / Babock / Germeshausen / Lehmann ·
1980: Nehmer / Musiol / Germeshausen / Gerhardt ·
1984: Hoppe / Wetzig / Schauerhammer / Kirchner ·
1988: Fasser / Meier / Fässler / Stocker ·
1992: Appelt / Schroll / Winkler / Haidacher ·
1994: Czudaj / Brannasch / Hampel / Szelig ·
1998: Langen / Zimmermann / Jakobs / Hampel ·
2002: Lange / Kühn / Kuske / Embach ·
2006: Lange / Hoppe / Kuske / Putze ·
2010: Holcomb / Mesler / Tomasevicz / Olsen ·
2014: Melbārdis / Dreiškens / Vilkaste / Strenga  ·
2018: Friedrich / Bauer / Grothkopp / Margis   ·
2022: Friedrich / Margis / Bauer / Schüller